# Левтов, Виктор Александрович
Виктор Александрович Левтов (1931, Ленинград — 1990, Ленинград) — советский учёный-медик, физиолог и гематолог, автор трудов по биомеханике кровообращения.

## Биография
Родился в семье уроженцев Невеля — Хацкеля Абрамовича Левтова (1905—1938), комиссара 119-го строительного батальона Ленинградского военного округа, и Леи Шмуйловны Гайцхоки (1907—1988), логопеда по профессии. Тётя, экономист Агнесса Самуиловна Гайцхоки, после расстрела мужа, управляющего трестом Ленгосторф Анатолия Исааковича Лейтмана (1897—1938), была осуждена на 5 лет ИТЛ. Их дочь Кира (впоследствии химик-органик, автор монографии «Крашение термопластов в процессе переработки», 1976) воспитывалась в семье Леи Шмуйловны Гайцхоки вместе с её детьми. Племянник видного педиатра и организатора здравоохранения Фани Исааковны Зборовской.
Отец был репрессирован и расстрелян 14 марта 1938 года, Виктор воспитывался матерью. В годы Великой Отечественной войны находился в блокадном Ленинграде. В 1956 году окончил Первый Ленинградский медицинский институт. После окончания института вместе с женой работал по распределению в Мегино-Кангаласском районе Якутской АССР.
Диссертацию кандидата медицинских наук по теме «О механизмах местных сосудистых реакций на химическое раздражение» защитил в 1964 году.
В 1970-е годы Левтов вместе со своими сотрудниками и группой научно-исследовательской кинематографии Института физиологии им. И. П. Павлова проводили исследования агрегации эритроцитов в про-точном режиме методом микрофотосъемки. Под его руководством впервые была получена динамическая картина распре-деления агрегатов по числу содержащихся в них эритроцитов в проточной кювете, ширина ко-торой сопоставима с диаметром мелких артерий. В 1980-е годы Левтов участвовал в апробации высокомолекулярных кровезаменителей, таких как декстраны и полиоксиэтилены, выясняя их влияние на кровоснабжение и гемодинамику икроножной мышцы, а также на агрегацию эритроцитов и вязкость крови. Совместно с Сергеем Регирером опубликовал ряд основополагающих трудов по биомеханике кровообращения, в том числе две монографии
Похоронен на Преображенском еврейском кладбище.

## Семья
- Жена — Изольда Васильевна Левтова (урождённая Чистякова, 1931—1994), врач.
  - Дочь — Марина Викторовна Левтова, актриса.
    - Внучка — Дарья Юрьевна Мороз, актриса.

  - Сын — Александр Викторович Левтов (1956—1999).
- Двоюродный брат — Владимир Соломонович Гайцхоки (1931—2000), биохимик, заведующий отделом молекулярной генетики НИИ экспериментальной медицины Северо-западного отделения РАМН, член-корреспондент АМН СССР (РАМН).
- Троюродный брат — Владимир Аркадьевич Гандельсман, поэт и переводчик.

## Монографии
- В. А. Левтов. Химическая регуляция местного кровообращения. Л.: Наука, 1967.
- В. В. Орлов, В. П. Лебедев, В. А. Левтов. Регионарное и системное кровообращение. Л.: Наука, 1978. — 202 с.
- В. А. Левтов, С. А. Регирер, Н. Х. Шадрина. Реология крови. М.: Медицина, 1982. — 252 с.
- В. А. Левтов, С. А. Регирер. Физиология сосудистой системы. Л.: Наука, Ленинградское отделение, 1984. — 198 с.